# Giải bóng đá Hạng Nhì Quốc gia 2010
Giải bóng đá hạng Nhì Quốc gia năm 2010 là giải thi đấu bóng đá cấp câu lạc bộ cao thứ 3 trong hệ thống các giải bóng đá Việt Nam (sau Giải bóng đá hạng nhất quốc gia Việt Nam 2010 và Giải bóng đá hạng nhất quốc gia Việt Nam 2010). Mùa giải này là mùa giải thứ 14 do VFF khởi xướng và quản lý giải đấu. Tham dự giải hạng Nhì Quốc gia 2010 có 18 đội bóng, trong đó có 14 đội hạng Nhì năm 2009 gồm: Công an Nhân dân (CAND), Xi Măng Xuân Thành Hà Tĩnh (XT H.Tĩnh), Hoàng Trần, Hoà Phát V&V (HP V&V), Bình Thuận, Đăklăk, Lâm Đồng, Quân khu 5 (QK5), Cà Mau, Tôn Phương Nam Thành phố HCM, Dược Sài Gòn (Dược SG), Nguyễn Hoàng Kiên Giang (NHKG), Ngói Đồng Tâm Long An (NĐTLA), Maseco Arirang (Maseco); hai đội bóng hạng Nhất năm 2009 xuống thi đấu ở giải hạng Nhì năm 2010 là Sài Gòn United (nay chuyển giao phiên hiệu cho đội T&T Baoercheng) và STN Quảng Ngãi (nay mang tên Phađin Quảng Ngãi). Hai đội bóng còn lại là đại diện của giải hạng Ba 2009 đã xuất sắc giành quyền thăng hạng là Megastar E&C (nay mang tên Megastar United) và DIC-Bà Rịa Vũng Tàu. Theo kế hoạch, Vòng loại sẽ khởi tranh vào ngày 20/4/2010 và kết thúc vào ngày 8/5/2010. Vòng chung kết được tổ chức từ ngày 7/6 đến 10/6/2010.

## Thể lệ
18 đội bóng được chia làm ba bảng theo khu vực địa lý, cụ thể như sau:
Bảng A: gồm có 6 đội gần khu vực phía Bắc - miền Trung: Công an Nhân dân (CAND), Xi Măng Xuân Thành Hà Tĩnh (XT H.Tĩnh), Hoàng Trần, Megastar United, T&T Baoercheng (T&T Baoer) và Hoà Phát V&V (HP V&V).
Bảng B: gồm có 6 đội gần khu vực miền Trung - miền Đông - Cao nguyên: Bình Thuận, DIC Bà Rịa - Vũng Tàu (DIC BRVT), Đăklăk, Lâm Đồng, Quân khu 5 (QK5), Phađin Quảng Ngãi (Phađin Q.Ngãi).
Bảng C: gồm có 6 đội khu vực Thành phố Hồ Chí Minh - miền Tây Nam bộ: Cà Mau, Tôn Phương Nam Thành phố HCM, Dược Sài Gòn (Dược SG), Nguyễn Hoàng Kiên Giang (NHKG), Ngói Đồng Tâm Long An (NĐTLA), Maseco Arirang (Maseco).
Tại vòng loại, các đội ở mỗi bảng sẽ thi đấu vòng tròn hai lượt đi và về (sân nhà – sân đối phương) để tính điểm xếp hạng, chọn 4 đội vào thi đấu ở vòng chung kết gồm: 3 đội xếp thứ nhất ở mỗi bảng và 1 đội xếp thứ nhì có chỉ số cao hơn tại ba bảng.
Hai đội xếp thứ 6 tại ba bảng mà có điểm, chỉ số phụ thấp hơn sẽ xuống hạng.
4 đội giành quyền vào Vòng chung kết sẽ được bắt cặp thi đấu loại trực tiếp, hai đội thắng sẽ thi đấu trận chung kết và được quyền thi đấu ở Giải bóng đá Hạng Nhất Quốc gia 2011.

## Cơ cấu Giải thưởng
- Đội xếp thứ Nhất toàn giải: Bảng danh vị và Giải thưởng 60.000.000 đồng;
- Đội xếp thứ Nhì toàn giải: Bảng danh vị và Giải thưởng 40.000.000 đồng.

## Vòng bảng

### Bảng A
| VT | Đội                        | ST | T | H | B | BT | BB | HS  | Đ  | Giành quyền tham dự |
| -- | -------------------------- | -- | - | - | - | -- | -- | --- | -- | ------------------- |
| 1  | Hòa Phát T&T               | 8  | 5 | 2 | 1 | 14 | 7  | +7  | 17 | Vòng chung kết      |
| 2  | Megastar United            | 8  | 2 | 6 | 0 | 12 | 6  | +6  | 12 |                     |
| 3  | T&T Baoercheng             | 8  | 3 | 1 | 4 | 12 | 14 | −2  | 10 |                     |
| 4  | Xi măng Xuân Thành Hà Tĩnh | 8  | 3 | 1 | 4 | 14 | 13 | +1  | 10 |                     |
| 5  | Công An Nhân dân           | 8  | 1 | 2 | 5 | 8  | 20 | −12 | 5  |                     |

### Bảng B
| VT | Đội                 | ST | T | H | B | BT | BB | HS | Đ  | Giành quyền tham dự |
| -- | ------------------- | -- | - | - | - | -- | -- | -- | -- | ------------------- |
| 1  | Phađin Quảng Ngãi   | 10 | 4 | 5 | 1 | 14 | 7  | +7 | 17 | Vòng chung kết      |
| 2  | Lâm Đồng            | 10 | 3 | 6 | 1 | 12 | 10 | +2 | 15 |                     |
| 3  | Quân khu 5          | 10 | 3 | 5 | 2 | 11 | 13 | −2 | 14 |                     |
| 4  | Bình Thuận          | 10 | 4 | 1 | 5 | 12 | 14 | −2 | 13 |                     |
| 5  | DIC Bà Rịa Vũng Tàu | 10 | 2 | 4 | 4 | 10 | 13 | −3 | 10 |                     |
| 6  | Đắk Lắk             | 10 | 2 | 3 | 5 | 10 | 12 | −2 | 9  |                     |

### Bảng C
| VT | Đội                                  | ST | T | H | B | BT | BB | HS  | Đ  | Giành quyền tham dự             |
| -- | ------------------------------------ | -- | - | - | - | -- | -- | --- | -- | ------------------------------- |
| 1  | Dược Sài Gòn                         | 10 | 7 | 2 | 1 | 18 | 6  | +12 | 23 | Vòng chung kết                  |
| 2  | Nguyễn Hoàng Kiên Giang              | 10 | 6 | 3 | 1 | 20 | 5  | +15 | 21 | Vòng chung kết                  |
| 3  | Cà Mau                               | 10 | 3 | 3 | 4 | 9  | 17 | −8  | 12 |                                 |
| 4  | Tôn Phương Nam Thành phố Hồ Chí Minh | 10 | 2 | 3 | 5 | 12 | 15 | −3  | 9  |                                 |
| 5  | Ngói Đồng Tâm Long An                | 10 | 3 | 0 | 7 | 16 | 25 | −9  | 9  |                                 |
| 6  | Maseco Arirang                       | 10 | 2 | 3 | 5 | 10 | 17 | −7  | 9  | Xuống thi đấu Giải Hạng Ba 2011 |

1. ↑  Nguyễn Hoàng Kiên Giang giành quyền tham dự vòng chung kết do là đội xếp thứ nhì có thành tích tốt nhất.
2. ↑  Maseco Arirang phải xuống thi đấu Giải Hạng Ba 2011 do là đội xếp thứ sáu có thành tích kém hơn.

## Vòng bán kết
Chiều ngày 7 tháng 6 năm 2010, trên Sân vận động Tự Do thuộc Thành phố Huế đã diễn ra hai trận Bán kết giải bóng đá hạng Nhì Quốc gia 2010. Ở trận bán kết 1, Hòa Phát V&V và Dược Sài Gòn đã phải phân định thắng-thua ở loạt đá luân lưu 11m. Đại diện bóng đá Thủ đô đã xuất sắc vượt qua Dược Sài Gòn với tỷ số 4-1 để giành vé vào chung kết, đồng thời ghi tên vào danh sách các đội tham dự giải hạng Nhất QG mùa bóng 2011. Trận bán kết 2 giữa Nguyễn Hoàng Kiên Giang và Phađin Quảng Ngãi đã kết thúc trong 90 phút thi đấu với phần thắng thuộc về Nguyễn Hoàng Kiên Giang là đội thứ 2 giành quyền thăng hạng Nhất mùa bóng 2011.
| Hòa Phát V&V | 2 - 2 4 - 1 (pen.) | Dược Sài Gòn                                                                                        |
| --- | ------------------ | --------------------------------------------------------------------------------------------------- |
| Đồng Huy Thái (6) 8' · Nguyễn Thanh Sơn (16) 17' · Nguyễn Thanh Sơn (16) 14' · Đào Vũ Hiệp (11) 77' · Nguyễn Công Hoàng (18) 90+4' · Nguyễn Hồng Hiệp (25) 90+6' |                    | Khuất Hữu Long (17) 4' 87' · Khuất Hữu Long (17) 35' · Bùi Văn Long (2) 55' · Hồ Ngọc Thiện (1) 73' |

| Phađin Quảng Ngãi                                | 2 - 3 | Nguyễn Hoàng Kiên Giang                               |
| ------------------------------------------------ | ----- | ----------------------------------------------------- |
| Nguyễn Đình Bảo (18) 56' · Lê Thế Cường (12) 75' |       | Nguyễn Hải Anh (23) 16' · Nguyễn Văn Quý (11) 17' 63' |

## Trận Chung kết
| Hòa Phát V&V | 1 - 3 | Nguyễn Hoàng Kiên Giang                                                                                                 |
| --- | ----- | --- |
| Đồng Huy Thái 13' · Mai Thanh Bình (12) 25' · Nguyễn Minh Đức (8) 34' · Hà Quang Long (4) 54' · Đinh Thế Trường (5) 56' |       | Nguyễn Văn Quý 20' · Nguyễn Thanh Tuấn 45' · Nguyễn Thanh Long 88' · Nguyễn Anh Tuấn (5) 10' · Huỳnh Hải Thịnh (20) 84' |

## Tổng kết mùa giải
- Đội vô địch: Nguyễn Hoàng Kiên Giang
- Đội á quân: Hòa Phát V&V
- Đội đoạt giải ba: Dược Sài Gòn và Phađin Quảng Ngãi
- Đội bóng lên hạng Nhất: Nguyễn Hoàng Kiên Giang và Hòa Phát V&V
- Đội bóng xuống hạng: Maseco Arirang